# 886

## Esdeveniments
- Pau entre França i els vikings
- Guifré el Pelós és nomenat comte d'Osona

## Necrològiques
- Abu-Màixar al-Balkhí[1]